# Чжай Чжиґан
Чжай Чжиґа́н (кит. спр. 翟志刚, піньїнь: Zhái Zhìgāng; народ. 10 жовтня 1966) — перший китайський космонавт, що вийшов у відкритий космос (2008).

## Біографія
Народився 10 жовтня 1966 року в повіті Лунцзян провінції Хейлунцзян.
У 1984 році вступив в Комуністичний союз молоді Китаю.
У 1985 році вступив до НОАК.
У 1989 році закінчив Третій льотний інститут ВПС НОАК.
З 1991 року — член Комуністичної партії Китаю.
У січні 1998 року офіційно був включений у групу перших космонавтів КНР.
З грудня 2013 року — генерал-майор ВПС
Чжай Чжиґан одружений з Чжан Шуцзин, у них є син Чжай Тяньсюн.

## Космічні польоти
- Перший політ здійснив кораблем Шеньчжоу-7. Він тривав протягом 25-28 вересня 2008 року.
- Включено до складу екіпажу корабля Шеньчжоу-13.